# Национальный парк Снайфедльсйёкюдль
Национальный парк Снайфедльсйёкюдль (исл. Þjóðgarðurinn Snæfellsjökull) — национальный парк расположенный на западной оконечности полуострова Снайфедльснес в Исландии (регион Вестюрланд). Назван в честь одноимённого ледника Снайфедльсйёкюдль на вершине вулкана Снайфедль. Близость парка к Рейкьявику (примерно 2 часа езды) и разнообразие живописных ландшафтов делает его одним из самых посещаемых национальных парков Исландии.

## Физико-географические характеристики

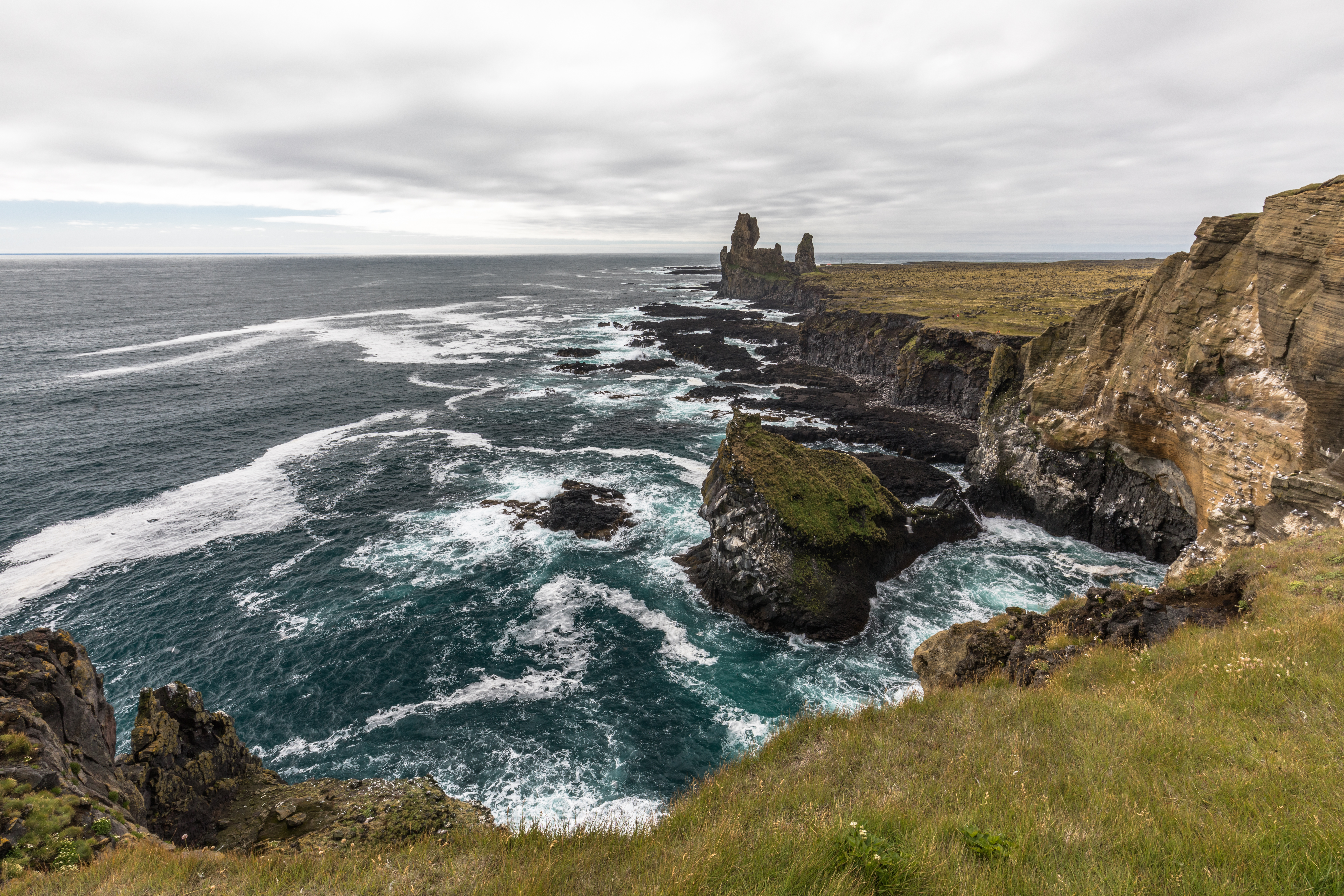
Малариф

Национальный парк занимает территорию 170 км² и расположен на западной оконечности полуострова Снайфедльснес в регионе Вестюрланд, между городом Хедлиссандюр и селением Хедльнар. Протяжённость парка с севера на юг составляет около 25 км, ширина — от 3 до 7 км. На востоке парк частично примыкает к дороге Jökulhálsleið (№570), идущей через перевал хребта Снайфедльснес от Стапи до города Оулавсвик.
В национальном парке представлено различные геологические образования как времён последнего ледникового периода, так и более современные (последние 11000 лет). В ландшафте национального парка очень заметны изрезанные потоки лавы образовавшиеся при извержениях гавайского типа. Менее заметны лавовые потоки, образовавшиеся при подледниковых извержениях. Большинство лавовых поток происходят от извержений вулкана Снайфедль, т.е. из многочисленных кратеров на его склонах и на вершине.

## История
Подготовка к созданию национального парка Снайфедльсйёкюдль была довольно долгой. На Конгрессе по охране природы в 1972 году было впервые принято решение о создании национального парка на окраине Снайфедльснеса. Затем это решение необнократно подтверждалось, но до реальнх работ по созданию парка не дошло. Только в 1994 году дело сдвинулось с метрвой точки и начались предварительные работы по планированию территории парка и выделению земель под него. Процесс проходил достаточно медленно, но всё же 28 июня 2001 года Национальный парк Снайфедльсйёкюдль был открыт.
Целью создания парка значится защита уникальных ландшафтов вокруг ледникового вулкана Снайфедльсйёкюдль (ледник Снайфедльсйёкюдль, лагуна Дьюпалоунссандюр, кратер Сахсхоудль, лавовые формации Лоундраунгар, поющая пещера Сёнгхедлир и каньон Рёйдфельдаргьяу со скрытым водопадом), охрана редких растений, животных (в частности, единственных в Исландии гнездовьев белоголового орлана) и важных исторических достопримечательностей (остатки древних исландских поселений).

## Флора и фауна
Почва в этом районе парка вулканическая и очень пористая, поэтому, как и в высокогорных районах Исландии, к которым иногда относят этот регион, вода быстро просачивается в почву. Тем не менее, в национальном парке местами можно найти весьма богатую и разнообразную растительность — более 80 видов высших растений. Такое обилие связано с тем, что ландшафты парка весьма разнообразны — сухие лавовые поля и пустоши, чередуются с влажными трещинами и пещерами, галечные и песчаные пляжи перемежаются со скалами и обрывами, песчаные дюны чередуются с водорослевыми отмелями. Лавовые поля покрыты сплошным слоем мха и в них есть ложбины и трещины с влаголюбивыми растениями. На пустошах обычны различные виды лишайников, вереска, полярная ива и голубика. Возле скал встречается карликовая береза. На берегах и пляжах очень богата прибрежная растительность.
Некоторые растения находятся под особой защитой, например, два вида лишайников Lobaria scrobiculata и Pseudocyphellaria crocata, а также один вид высших растений — Paris quadrifolia, чрезвычайно редкий в Исландии. 
|                           |                      |                             |
| Pseudocyphellaria crocata | Lobaria scrobiculata | Вороний глаз четырёхлистный |

Всего три вида наземных млекопитающих обитают в парке, а на побережье встречаются тюлени.
|                    |                    |                  |                     |                     |
| Американская норка | Обыкновенный песец | Европейская мышь | Длинномордый тюлень | Обыкновенный тюлень |

На территории парка обитает более 40 видов птиц, среди которых редкий для Исландии белоголовый орлан. В парке находятся самые большие гнездовья полярной крачки (более 12 500 пар), охрана которых имеет важное международное значение.
|                         |                        |                       |                     |                  |
| Белоголовый орлан       | Атлантический тупик    | Чирок-свистунок       | Луговой конёк       | Кряква           |
|                         |                        |                       |                     |                  |
| Обыкновенная моевка     | Обыкновенная гага      | Хохлатый баклан       | Обыкновенный чистик | Травник          |
|                         |                        |                       |                     |                  |
| Средний крохаль         | Морская чайка          | Каменушка             | Толстоклювая кайра  | Средний кроншнеп |
|                         |                        |                       |                     |                  |
| Обыкновенная каменка    | Лапландский подорожник | Снежный подорожник    | Гагарка             | Дербник          |
|                         |                        |                       |                     |                  |
| Серебристая чайка       | Белобровик             | Тундряная куропатка   | Галстучник          | Морской песочник |
|                         |                        |                       |                     |                  |
| Свиязь                  | Белая трясогузка       | Круглоносый плавунчик | Краснозобая гагара  | Чернозобик       |
|                         |                        |                       |                     |                  |
| Короткохвостый поморник | Тонкоклювая кайра      | Полярная крачка       | Бекас               | Бургомистр       |
|                         |                        |                       |                     |                  |
| Большой веретенник      | Ворон                  | Озёрная чайка         | Золотистая ржанка   | Глупыш           |
|                         |                        |                       |                     |                  |
| Кречет                  | Лебедь-кликун          | Гагарка               |                     |                  |

## Парковая инфраструктура
Национальный парк Снайфедльсйёкюдль открыт круглый год. В парк можно попасть по дороге Útnesvegur (№574). Главный офис национального парка находится в Хелдлиссандюр, в Хедльнар у Маларрифа расположена экспозиция и информационный центр для посетителей. На территории парка расположено несколько стоянок для отдыха. Многочисленные обозначенные пешеходные тропы и маршруты для верховой езды пересекают парк. Они часто следуют по старым верховым тропам, которые были в этом регионе единственными дорогами до начала 20 века.
За национальный парк отвечает смотритель национального парка и два его помощника. В летние месяцы появляются сезонные сотрудники, которые ухаживают за экспозицией и информационным центром в Хедльнаре, совершают походы с туристами по национальному парку и т.п. Персонал национального парка также курирует заказник Будархрёйн, пляж в Аднарстапи и заказник Баурдарлёйг возле Хедльнар.